# Joel Kwiatkowski
Joel Shayne Kwiatkowski (* 22. März 1977 in Saskatoon, Saskatchewan) ist ein ehemaliger kanadischer Eishockeyspieler und derzeitiger -trainer, der während seiner aktiven Karriere zwischen 1998 und 2016 unter anderem 288 Spiele für die Ottawa Senators, Washington Capitals, Florida Panthers, Pittsburgh Penguins und Atlanta Thrashers in der National Hockey League auf der Position des Verteidigers bestritten hat. Seit September 2016 ist er als Assistenztrainer bei den Kalamazoo Wings aus der ECHL angestellt.

## Karriere
Joel Kwiatkowski begann seine Karriere als Eishockeyspieler in der Western Hockey League, in der er von 1994 bis 1998 für die Tacoma Rockets, Kelowna Rockets und Prince George Cougars aktiv war. In dieser Zeit wurde er im NHL Entry Draft 1996 in der achten Runde als insgesamt 194. Spieler von den Dallas Stars ausgewählt, für die er allerdings nie spielte. Stattdessen erhielt der Verteidiger am 18. Juni 1998 als Free Agent einen Vertrag bei den Mighty Ducks of Anaheim. Die folgenden beiden Spielzeiten verbrachte er bei deren Farmteam aus der American Hockey League, den Cincinnati Mighty Ducks. Am 12. Juni 2000 gaben die Ducks den Kanadier im Tausch für Patrick Traverse an die Ottawa Senators ab, für die er in der Saison 2000/01 sein Debüt in der National Hockey League gab, wobei er in vier Spielen ein Tor erzielte. 
Nach zweieinhalb Jahren verließ Kwiatkowski die Senators im Januar 2003 wieder und erhielt einen Vertrag bei deren Ligarivalen den Washington Capitals, für die er bis zum Lockout während der NHL-Saison 2004/05 auf dem Eis stand. Den Lockout selbst überbrückte er bei den AHL-Teams San Antonio Rampage und St. John’s Maple Leafs. Nach Wiederaufnahme des Spielbetriebs in der NHL schloss sich der Linksschütze den Florida Panthers an. Im Februar 2007 wurde er schließlich zu den Pittsburgh Penguins transferiert, für die er bis Saisonende nur in einem einzigen Spiel auf dem Eis stand, in dem er punkt- und torlos blieb. Im Sommer 2007 ging Kwiatkowski zu den Atlanta Thrashers, spielte allerdings meistens für deren AHL-Farmteam, die Chicago Wolves, mit denen er den Calder Cup gewinnen konnte. Nach nur einem Jahr verließ er Atlanta bereits wieder und unterschrieb bei Sewerstal Tscherepowez aus der neugegründeten Kontinentalen Hockey-Liga, für die er in 52 Spielen insgesamt 25 Scorerpunkte, darunter 13 Tore, erzielte.
Aufgrund seiner guten Leistungen in Russland boten ihm die Atlanta Thrashers vor der Saison 2009/10 einen neuen Vertrag an, dem er zunächst zustimmte. Als bekannt wurde, dass er schon einen gültigen Vertrag beim SKA Sankt Petersburg besaß, zogen die Thrashers ihr Angebot zurück. Zudem hatte der Präsident der KHL und Besitzer von SKA, Alexander Medwedew, bei der Internationalen Eishockey-Föderation IIHF gegen den Transfer interveniert.
Am 1. Juli 2010 wurde Kwiatkowski vom Schweizer Verein SC Bern aus der National League A verpflichtet, für den er in den folgenden zwei Spielzeiten aufs Eis ging. Im April 2012 einigte sich der Kanadier auf ein Vertragsverhältnis mit Fribourg-Gottéron und spielte dort bis zum Ende der Saison 2014/15. Anschließend war er vereinslos, ehe er im Oktober 2015 von MODO Hockey verpflichtet wurde. Nach der Saison 2015/16 beendete er seine Karriere und wechselte im September 2016 auf die Trainerbank. Sein erster Posten war der des Assistenztrainers bei den Kalamazoo Wings aus der ECHL.

### International
Für Kanada nahm Kwiatkowski an der Weltmeisterschaft 2009 teil, bei der er mit seiner Mannschaft den zweiten Platz belegte. Der Verteidiger war der einzige Spieler des Kaders, der zu diesem Zeitpunkt nicht in der NHL unter Vertrag stand.

## Erfolge und Auszeichnungen
| - 1997 WHL West Second All-Star Team - 1998 WHL West First All-Star Team - 1998 CHL Third All-Star Team | - 2008 AHL All-Star Classic - 2008 Calder-Cup-Gewinn mit den Chicago Wolves - 2008 AHL Second All-Star Team |

### International
- 2009 Silbermedaille bei der Weltmeisterschaft

## Karrierestatistik

### International
Vertrat Kanada bei:
- Weltmeisterschaft 2009

(Legende zur Spielerstatistik: Sp oder GP = absolvierte Spiele; T oder G = erzielte Tore; V oder A = erzielte Assists; Pkt oder Pts = erzielte Scorerpunkte; SM oder PIM = erhaltene Strafminuten; +/− = Plus/Minus-Bilanz; PP = erzielte Überzahltore; SH = erzielte Unterzahltore; GW = erzielte Siegtore; 1 Play-downs/Relegation; Kursiv: Statistik nicht vollständig)